# Baïsole
Die Baïsole ist ein Fluss in Frankreich, der in der Region Okzitanien verläuft. Er entspringt am Plateau von Lannemezan, knapp westlich der gleichnamigen Stadt Lannemezan, im Gemeindegebiet von Campistrous, entwässert generell in nördlicher Richtung durch ein dünn besiedeltes Gebiet und mündet nach rund 47 Kilometern im Gemeindegebiet von Saint-Michel als rechter Nebenfluss in die Baïse, die hier noch Grande Baïse genannt wird. Da sie in Trockenperioden wenig Wasser führt, wird sie – wie die meisten Flüsse am Plateau von Lannemezan – vom Canal de la Neste künstlich bewässert. Auf ihrem Weg durchquert die Baïsole die Départements Hautes-Pyrénées und Gers.

## Orte am Fluss
(Reihenfolge in Fließrichtung)
- Campistrous
- Bonrepos
- Galan
- Tournous-Devant
- Campuzan
- Guizerix
- Cuélas
- Saint-Michel